# Jacob Peterson
 (décembre 2023).
Si vous disposez d'ouvrages ou d'articles de référence ou si vous connaissez des sites web de qualité traitant du thème abordé ici, merci de compléter l'article en donnant les références utiles à sa vérifiabilité et en les liant à la section « Notes et références ».
Jacob Peterson, né le 27 janvier 1986 à Portage dans l'État du Michigan, est un joueur américain de soccer évoluant au poste d'attaquant.

## Biographie
Peterson a joué au soccer à l'université de l'Indiana sur trois années, il a marqué 30 buts en 71 apparitions. Il a également passé deux saisons en Premier Development League, jouant pour Michigan Bucks en 2004 et le Kalamazoo Kingdom en 2005. Il a remporté avec l'équipe quatre championnats d'État, et deux championnats régionaux de Midwest.

## Palmarès
- Avec le  Sporting de Kansas City :
  - Vainqueur de la Coupe MLS en 2013
  - Vainqueur de la Coupe des États-Unis en 2012 et 2015
- Avec le  Toronto FC :
  - Vainqueur du Championnat canadien en 2010 et 2011